# 藤沼昇
藤沼 昇（ふじぬま のぼる、1945年6月15日 - ）は、日本の竹工芸家。重要無形文化財保持者（人間国宝）。

## 来歴
栃木県大田原市に生まれる。地元の工業高校卒業後外資系企業に就職。一念発起して1976年（昭和51年）30歳で地元の竹工芸作家・八木澤啓造に師事。僅か一年半で独立して以来独学で竹工芸を学んだ。
精緻で日本の伝統を重んじながらも独創的な作品は、高い評価を受け、1980年（昭和55年）の初入選より日本伝統工芸展で受賞を重ね、1986年（昭和61年）日本工芸会会長賞、1992年（平成4年）東京都知事賞受賞。2004年（平成16年）紫綬褒章受章。2010年特別展日本伝統工芸展第50回記念では、アサヒビール大山崎山荘美術館賞受賞。2019年第26回岡田茂吉賞特別賞受賞。
海外では、2005年（平成17年）ロサンゼルス日本文化センターでの個展、2011年（平成23年）シカゴ美術館での個展などにより、アメリカにファンを獲得している。
2012年（平成24年）重要無形文化財保持者（人間国宝）に認定。作品はシカゴ美術館、大英博物館、メトロポリタン美術館、MOA美術館、東京国立近代美術館などに所蔵される。
藤沼の作品は、格調高く独創的な造形美が国内外から高く評価されており後進の指導・育成にも尽力している。